# Він Маунг (футболіст)
Він Маунг (бірм. ဝင်းမောင်; нар. 12 травня 1949) — бірманський футболіст, що грав на позиції нападника. У складі збірної Бірми був учасником літніх Олімпійських ігор 1972 року. Чемпіон Азійських ігор 1970 року.

## Кар'єра футболіста
Він Маунг народився у 1949 році. На клубному рівні грав за команду Бірманської армії. У 1970 році в складі збірної Бірми став переможцем літніх Азійських ігор у Бангкоку. У складі збірної на турнірі відзначився 5 забитими м'ячами (2 у ворота збірної Таїланду, по одному м'ячу у ворота збірних Кхмерської Республіки, Японії й Малайзії).
У 1972 році Він Маунга включили до складу збірної для участі в літніх Олімпійських іграх 1972 року в Мюнхені, на яких збірна Бірми зайняла підсумкове 9-те місце. На турнірі футболіст грав на позиції нападника, провів 3 матчі, забитими м'ячами не відзначився. На церемонії відкриття Олімпіади Він Маунг був прапороносцем збірної Бірми.

## Титули і досягнення
Збірна Бірми
- Азійські ігри:

- : 1970